# Sozialwahltheorie
Die Sozialwahltheorie (engl. social choice theory), auch Theorie kollektiver Entscheidungen (engl. theory of collective choice) genannt, beschäftigt sich mit Gruppenentscheidungen durch Aggregation individueller Präferenzen bzw. Entscheidungen zu einer kollektiven Präferenz bzw. Entscheidung in Form von Abstimmungen und Wahlen, mit den dabei entstehenden Problemen und Paradoxien sowie deren Vermeidung, Wahrscheinlichkeit und Lösung.
Das „Problem der zyklischen Mehrheiten“ (Condorcet-Paradoxon) und die „Methode der paarweisen Abstimmung“ (Condorcet-Methode) werden meist als Einführung in die Sozialwahltheorie verwendet; andere bekannte Beispiele sind die Borda-Wahl, das Ostrogorski-Paradox und das Paradox des Liberalismus.
Die Sozialwahltheorie ist ein interdisziplinäres und „heimatloses“ Forschungsfeld, das v. a. von Vertretern der Mathematik, Volkswirtschaftslehre, Politikwissenschaft, Psychologie, Philosophie und Rechtswissenschaft betrieben wird. Die Sozialwahltheorie wird bisweilen mit der Theorie der rationalen Entscheidung verwechselt bzw. fälschlicherweise gleichgesetzt; darüber hinaus bestehen Überschneidungen zur Neuen Politischen Ökonomie.

## Historisches
Als Hauptbegründer und Pioniere der Sozialwahltheorie in der Mitte des 20. Jahrhunderts gelten die Ökonomen Kenneth Arrow und Duncan Black. Der spätere Nobelpreisträger Arrow bewies in seinem Arrow-Theorem mathematisch, dass es keine „perfekte“ demokratische Aggregationsregel auf Basis von Präferenzordnungen gibt. Black entdeckte bei seinen Forschungen unabhängig von Arrow historische Vorgänger, die sich mit Problemen bei Wahlverfahren beschäftigt hatten. So stellte er die in Vergessenheit geratenen Arbeiten von Jean Charles Borda, Marquis de Condorcet und Charles Lutwidge Dodgson vor.
Andere Forscher fanden heraus, dass bereits im Mittelalter analytische Studien zu Wahlverfahren und Wahlregeln unternommen wurden, u. a. von Ramon Llull und Nikolaus von Kues.
Im ganzen 19. und frühen 20. Jahrhundert beschäftigten sich v. a. Rechtswissenschaftler mit Aggregationsverfahren, insbesondere bei der äußerst lebhaft geführten Diskussion um die Abstimmungsmethode in Richterkollegien („Totalabstimmung“ oder „Abstimmung nach Gründen“) und bei der Einführung und Ausgestaltung des Verhältniswahlrechts.

## Methoden
In der Sozialwahltheorie kommt eine analytische, mathematisch formale Sprache und Methode zum Einsatz; Relationen haben hierbei eine wichtige Bedeutung. Dabei wird häufig mit Annahmen und Vereinfachungen, v. a. bei der Modellierung individueller Präferenzen, gearbeitet.
- Die axiomatische Sozialwahltheorie untersucht Eigenschaften von Wahlverfahren und stellt Bedingungen auf (z. B. Einschränkungen von Präferenzen), unter denen keine Wahlprobleme auftreten. Diese Theoreme versucht sie u. a. mit Hilfe der Logik und der Mengenlehre mathematisch zu beweisen. Die bekanntesten und bedeutendsten Theoreme der Sozialwahltheorie sind das Arrow-Theorem und das Gibbard-Satterthwaite-Theorem.
- Die probabilistische Sozialwahltheorie versucht mittels Wahrscheinlichkeitsrechnung, Kombinatorik und Geometrie die Wahrscheinlichkeit von Wahlproblemen und Paradoxien zu ermitteln.

Die Beschränkungen der Sozialwahltheorie beruhen zum einen darauf, dass sie Koalitionsbildung und strategisches Abstimmungsverhalten, die bei Wahlen weit verbreitet sind, nur ungenügend berücksichtigt. Stattdessen wird meist von der – unrealistischen – Annahme ausgegangen, dass die Beteiligten Einstellungen bei der Stimmabgabe „aufrichtig“ ausdrücken (s. u. den Abschnitt zu „heresthetics“).

## Einführung und einfache Erkenntnisse

### Bedeutung der Aggregationsregel
Eine einfache Erkenntnis der Sozialwahltheorie ist, dass das Resultat von Wahlen und Abstimmungen auch von der verwendeten Aggregationsregel abhängt. So können verschiedene Aggregationsverfahren bei identischen (individuellen) Präferenzen höchst unterschiedliche Wahlergebnisse zur Folge haben. Zum Beispiel kann bei einer Wahl mit mehr als zwei Kandidaten der Kandidat, der bei einer Wahl mit relativer Mehrheit siegreich ist, bei einer paarweisen Wahlmethode (Condorcet-Methode) gegen alle anderen verlieren und somit den letzten Platz belegen.

### Wahlbeispiel
Gegeben sei eine Gruppe von n = 21 Personen, die aus m = 3 Kandidaten {A, B, C} einen Vorsitzenden wählen. Die Mitglieder der Gruppe haben folgende Präferenzen.
| erste Präferenz                 | a | a | b | b | c | c |
| zweite Präferenz                | b | c | a | c | a | b |
| dritte Präferenz                | c | b | c | a | b | a |
| Präferenzordnung von x Personen | 6 | 0 | 5 | 2 | 5 | 3 |

Erklärung: 6 Personen haben die Präferenz: a vor b, a vor c und b vor c. (Die Kleinschreibung der Buchstaben zeigt individuelle Präferenzen an.)
Das Wahlergebnis ist bei diesem Beispiel besonders abhängig von der Wahlmethode:
- Bei der Methode der einfachen Mehrheit (Pluralitätswahl) gewinnt Kandidat C mit 8 Stimmen. Kandidat B erreicht 7 und Kandidat A 6 Stimmen. Wahlergebnis: C vor B vor A.
- Bei der Methode der paarweisen Abstimmungen (Condorcet-Methode) gewinnt Kandidat A gegen jeden anderen Kandidaten. Kandidat C verliert gegen jeden anderen. Wahlergebnis: A vor B vor C.
- Bei der Borda-Wahl entsteht folgendes Wahlergebnis. Kandidat B erreicht 44 Stimmen, Kandidat A 43 und Kandidat C 39 Stimmen. Wahlergebnis: B vor A vor C.

Wenn man allerdings die Bildung von Koalitionen in die Analyse mit einbezieht, so ergibt sich, dass sich ein vorhandener Condorcet-Sieger in allen Wahlverfahren durchsetzt, in denen die Beteiligten gleiches Stimmengewicht haben. Voraussetzung dafür ist allerdings, dass die Beteiligten die Präferenzen der anderen Beteiligten kennen und so abstimmen, dass das von ihnen bevorzugte Ergebnis herauskommt.

## Allgemeine Aggregationsprobleme

### Voraussetzungen
Vereinfacht dargestellt, können Aggregationsprobleme und Paradoxien bei folgenden Bedingungen auftreten:
- es stehen mehr als zwei Kandidaten/Alternativen zur Wahl/Abstimmung,
- die individuellen Präferenzen sind nicht homogen und
- kein Kandidat bzw. keine Alternative verfügt über eine absolute Mehrheit.

### Qualitätskriterien
Es gibt zahlreiche Aggregationsverfahren (siehe unten die Liste der Sozialwahlverfahren). Die Sozialwahltheorie hat eine Reihe von Kriterien entwickelt, mit deren Hilfe die Vor- bzw. Nachteile einzelnen Verfahren charakterisiert werden. Die wichtigsten sind:
Nicht-DiktaturDie gesellschaftliche Entscheidung hängt nicht von den Präferenzen eines einzelnen Individuums ab.
AnonymitätAlle Teilnehmer sind gleichberechtigt. Impliziert Nicht-Diktatur.
VollständigkeitDas Verfahren erlaubt beliebig viele Entscheidungsalternativen und beliebig viele Teilnehmer. Die individuellen Präferenzanordnungen (a wird gegenüber d sowie d gegenüber f bevorzugt) der einzelnen Teilnehmer unterliegen keinen Einschränkungen.
Unabhängigkeit von irrelevanten AlternativenDie Rangordnung zweier Alternativen ist unabhängig von weiteren Alternativen und deren Bewertung.
Unabhängigkeit von Klon-AlternativenDas Ergebnis ändert sich nicht, wenn die gleiche Alternative mehrfach (geklont) zur Auswahl steht bzw. wenn Klone entfernt werden. Klon-Alternativen sind solche, zwischen die kein Teilnehmer eine andere Option einordnet.
MajoritätskriteriumWünscht eine absolute Mehrheit eine bestimmte Alternative, dann setzt sie sich durch.
KonsistenzkriteriumWird die Liste der Entscheidungsalternativen inklusive der Ergebnisse (beliebig) geteilt und eine Alternative ist in allen Teillisten bestgereiht, dann ist diese Alternative auch in der Gesamtliste bestgereiht.
Condorcet-KriteriumWird eine bestimmte Alternative im paarweisen Vergleich gegenüber allen anderen Alternativen bevorzugt, dann ist diese Alternative auch in der Gesamtliste bestgereiht.
Schwache Pareto-EffizienzBevorzugen alle Individuen eine Alternative d gegenüber Alternative f, gilt das auch für die kollektive Präferenz.
Condorcet-Verlierer-KriteriumWird eine bestimmte Alternative im paarweisen Vergleich gegenüber allen anderen Alternativen abgelehnt, dann ist diese Alternative auch in der Gesamtliste am schlechtesten gereiht.
TransitivitätkriteriumWenn a gegenüber d bevorzugt wird und d wiederum gegenüber f, dann folgt daraus: a wird gegenüber f bevorzugt.
Nicht alle dieser Kriterien sind voneinander unabhängig bzw. gleich stark. So folgt z. B. aus der Erfüllung des Condorcet-Kriteriums unmittelbar die Erfüllung des Majoritätskriteriums, umgekehrt ist dies nicht der Fall. Zudem folgt für alle Präferenzwahlsysteme aus der Erfüllung des Condorcet-Kriteriums die Verletzung des Konsistenzkriteriums, und umgekehrt.

## Eigenschaften der Sozialwahlverfahren
- Die Mehrheitswahl oder der Mehrheitsentscheid (plurality voting): Jeder Teilnehmer gibt seine Stimme einer einzigen Alternative. Er kann seine Präferenzen nicht feiner abgestuft ausdrücken.

→ Die Unabhängigkeit von irrelevanten Alternativen ist nicht gegeben.
- Die Vorzugswahl (preferential voting, ranked voting): Jeder Teilnehmer ordnet die Alternativen gemäß seinen individuellen Präferenzen in eine Reihenfolge. Dies ist eine feinere Abstufung als bei der Mehrheitswahl, aber der Teilnehmer hat keine Möglichkeit die Intensität seiner Präferenzen auszudrücken.

Beispiele dafür wären: Borda-Wahl, Condorcet-Methode, Coombs-Wahl, Instant-Runoff-Voting (IRV), Ranked Pairs, Schulze-Methode, Bucklin-Wahl, und weitere.
→ Für sämtliche Verfahren der Vorzugswahl gelten die Einschränkungen des Arrow’schen Unmöglichkeitstheorems beziehungsweise des Gibbard-Satterthwaite-Theorems.
- Die Bewertungswahl (range voting, rated voting): Jeder Teilnehmer bewertet sämtliche Alternativen mit Punkten aus einem vorgegebenen Intervall. Dies erlaubt es dem Teilnehmer, Reihung und Intensität seiner Präferenz für die jeweilige Alternative auszudrücken.

Beispiele dafür wären: Bewertungswahl, Wahl durch Zustimmung und Majority Judgment.

## Heresthetik: Die Kunst der politischen „Manipulation“
Unerfüllte Qualitätskriterien (s. oben) können dazu führen, dass die Wähler nicht ihre „wahre“ individuelle Entscheidung zum Ausdruck bringen, sondern „wahltaktischen“ Überlegungen folgen, um einen bestimmten Effekt zu erzielen (s. Gibbard-Satterthwaite-Theorem). Hierbei handelt es sich also um „taktisches/strategisches“ Wählen.
Unerfüllte Qualitätskriterien erlauben ferner legale Verfahren und Methoden zur Beeinflussung und „Manipulation“ des Wahlergebnisses. Beispiele wären das Einbringen von weiteren Wahlalternativen, falls die Unabhängigkeit von irrelevanten Alternativen nicht gegeben ist, oder die Kontrolle über die Reihenfolge der Wahlen, insbesondere bei Paarvergleichen, falls die Condorcet-Kriterien nicht erfüllt sind.
Diese „Kunst der politischen Manipulation“ (mit legalen Mitteln) bezeichnete der Politologe William Harrison Riker als heresthetic bzw. heresthetics. Das klassische Beispiel einer „Manipulation“ einer Abstimmung findet sich bei dem römischen Schriftsteller Plinius dem Jüngeren in seinen Briefen (8. Buch, 14. Brief).

## Forscher
Bekannte und bedeutende Vertreter und Forscher der Sozialwahltheorie sind: Kenneth Arrow, Duncan Black, Sven Berg, Steven Brams, Donald Campbell, Robin Farquharson, Peter Fishburn, Wulf Gaertner, William Gehrlein, Allan Gibbard, Bernard Grofman, Melvin Hinich, Jerry Kelly, Jean-François Laslier, Richard McKelvey, Bernard Monjardet, Hervé Moulin, Richard Niemi, Hannu Nurmi, Peter Ordeshook, Prasanta Pattanaik, Charles Plott, Douglas Rae, William Harrison Riker, Donald Saari, Mark Satterthwaite, Norman Schofield, Amartya Sen.